# Єгізкизил
Єгізкизи́л (каз. Егізқызыл) — село у складі Аягозького району Абайської області Казахстану. Входить до складу Аягозької міської адміністрації.
Населення — 22 особи (2021; 104 у 2009, 105 у 1999, 68 у 1989).
Національний склад станом на 1989 рік:
- казахи — 100 %

Станом на 1989 рік село мало статус станційного селища. У радянські часи село мало також назву Єгіз-Кизил.